# L'Aventureuse
Pour les articles homonymes, voir Adventure.
L'Aventureuse (Adventure) est un roman de Jack London paru en 1911.

## Résumé
Un planteur anglais, miné par la maladie et menacé de mort par les indigènes, se désespère sur une île des mers du Sud quand surgit des flots une jeune Américaine poussée par la tempête. Vénus moderne, elle n'a pas froid aux yeux et prend la situation en main. Mais pour cette jeune femme indépendante, pas question de recevoir de leçons d'un homme et encore moins de se faire demander en mariage !
Naufrages, révoltes, explorations dans la jungle, quête de l'or, lutte contre des chasseurs de têtes et duels entre rivaux se disputant le cœur de la belle nourrissent ce grand roman d'aventure paru en 1911. L'Aventureuse étonna et étonne encore par son exotisme et sa vision décapante des rapports entre les sexes. 
(Résumé de L'Aventureuse publié aux éditions Libretto).

## Personnages principaux
- David Sheldon, un planteur anglais
- Joan Lackland, une jeune aventurière américaine
- Tudor, un chercheur d'or américain

## Traductions
- L’Aventure de Joan Lackland, traduit et adapté par Fanny Guillemet, Suisse et Paris : Neuchâtel, Attinger frères, 1917
- L'Aventureuse, traduit par Paul Gruyer & Louis Postif, G. Crès & Cie, juin 1927. [57 000 mots contre 72 000 dans l'original]